# Hans Kreische
Hans Kreische (* 7. Dezember 1922 in Dresden; † 9. Januar 2003 ebenda) war ein deutscher Fußballspieler, der im Jahre 1950 die Vizemeisterschaft in der DDR-Oberliga mit der SG Dresden-Friedrichstadt errang.

## Leben

### Vereine, Jugend und Heimkehr, 1928 bis 1945
Mit sechs Jahren, 1928, begann Hans Kreische im Verein seines Vaters, dem ASV Friedrichstadt, mit dem Fußballspiel. Sein sich rasch entwickelndes Talent führte ihn im Jahre 1933 in die Knabenmannschaft des großen Dresdner SC. Dort durchlief er mit Erfolg die gesamten Jahrgangsstufen. Als er 1940 in die erfolgreiche – der DSC gewann 1940 den Pokal und stand im Endspiel um die deutsche Meisterschaft – Gauligamannschaft um Richard Hofmann und Helmut Schön aufgenommen werden sollte, wurde er durch die Umstände des Zweiten Weltkrieges zur Marine eingezogen und nach Stralsund versetzt. Es folgten die Stationen Kiel, Holland, Aarhus, Kopenhagen und Norwegen, wo er am Ende des Krieges in Gefangenschaft geriet. Im Spätherbst 1945 wurde er in englische Gefangenschaft nach Braunschweig verlegt, woraus er nach Wernigerode fliehen konnte. Von dort schlug er sich nach Dresden durch und fand am 19. Dezember 1945 in Lockwitz seine Eltern wieder.

### Verein SG Friedrichstadt, bis 1950
Unmittelbar darauf fing er bei der SG Lockwitz wieder mit dem Fußballspielen an. In der Runde 1946/47 spielte er bei SG Striesen. Dort wurde er von Helmut Schön, dem Spielertrainer der SG Friedrichstadt angesprochen, ob er denn nicht beim DSC-Nachfolgeverein spielen möchte, woraufhin er sich den Friedrichstädtern zur Runde 1947/48 anschloss. Im Halbfinale in Sachsen verlor die SG Friedrichstadt am 6. Juni 1948 das Spiel mit 1:3 Toren bei SG Meerane und konnte dadurch nicht an der erstmals 1948 ausgetragenen Ostzonenmeisterschaft teilnehmen.
Im zweiten Jahr, 1948/49, gewann die Schön-Mannschaft dagegen das Finale im Bezirk Dresden im Wiederholungsspiel gegen die SG Mickten und sicherte sich anschließend die Sachsenmeisterschaft vor der SG Meerane und Industrie Leipzig. Bei den Spielen um die Ostzonenmeisterschaft verlor die Mannschaft mit Hans Kreische – er kam als Außenläufer und Halbstürmer zum Einsatz – im Viertelfinale am 29. Mai 1949 mit 1:2 Toren bei der ZSG Union Halle.
Als in der Saison 1949/50 erstmals in der Zonenliga (DS-Liga) die Meisterschaft ausgetragen wurde, absolvierte Hans „Hansl“ Kreische alle 26 Rundenspiele – nur noch Torhüter Kurt Birkner war daneben in allen Spielen für Friedrichstadt im Einsatz – mit sechs Toren. Der Techniker mit Kombinationsgabe gehörte zu den spielbestimmenden Akteuren der Mannschaft von Spieler-Trainer Helmut Schön. Mit ihrer technisch-offensiven Spielweise brachte es das Team mit den Angreifern Rolf Drognitz, Walter Werner, Kurt Lehmann, Helmut Schön und Henry Keßler auf einen Zuschauerschnitt von 28.230 pro Heimspiel, mehr als das Doppelte des Oberliga-Zuschauerschnitts. Beim letzten und entscheidenden Meisterschaftsspiel am 16. April 1950 in Dresden gegen den punktgleichen Konkurrenten aus Zwickau, säumten gar 60.000 Zuschauer das Heinz-Steyer-Stadion im Ostragehege. Nach der überraschenden 1:5-Heimniederlage mussten sich der DSC und Hans Kreische mit der Vizemeisterschaft zufriedengeben. Die Zuschauerausschreitungen nach dem Spiel wurden zum Anlass genommen, die SG Friedrichstadt aufzulösen und formal an die VVB Tabak Dresden anzugliedern.
Helmut Schön und ein Großteil der Spieler schlossen sich daraufhin Hertha BSC in der Stadtliga Berlin an. Hans Kreische weilte ab Montag nach dem Zwickau-Spiel zusammen mit Kurt Birkner und Rolf Drognitz bei einem Auswahl-Lehrgang der Ostzonenauswahl in Bad Elster und bekam diese Aktion deshalb erst nach der Rückkehr nach Dresden mit. Er schloss sich dann auch der neuen Mannschaft von Helmut Schön an, obwohl er ursprünglich zusammen mit Henry Kessler und Walter Werner in das Bergische Land zum SSV Wuppertal 04 wechseln wollte, wo Ex-Nationalspieler Herbert Pohl, seit seinem Weggang von Friedrichstadt im Februar 1950 (15 Spiele mit drei Toren) das Amt des Spieler-Trainers in der 2. Liga West ausübte.
Der Techniker mit Spielmacherqualitäten war am 14. September 1949 in Leipzig beim Spiel von Sachsen gegen den Niederrhein – mit Kurt Borkenhagen, Werner Göbel, Karl Klug und Paul Mebus – im Länderpokal 1949/50 als linker Läufer zum Einsatz gekommen. Beim 2:1-Erfolg bildete er zusammen mit Herbert Pohl und Helmut Schubert die Läuferreihe. Beim Viertelfinalaus am 13. November 1949 in Nürnberg gegen Bayern – der spätere Cupsieger – vertrat er auch die sächsischen Farben. Mit der Sachsenauswahl spielte er noch gegen Csepel/Szombathely und am 26. März 1950 gegen Berlin. Helmut Schön brachte Kreische auch in der Ostzonenauswahl beim Testspiel am 26. Februar 1950 gegen Mecklenburg als rechten Läufer zum Einsatz.

### Berlin, Heidelberg, Dresden, bis 1961
In der Stadtliga Berlin 1950/51 absolvierte Hans Kreische für Hertha BSC 19 Spiele mit sieben Toren. Finanzielle Probleme und nicht eingehaltene Versprechungen durch die Vereinsführung führten zu Turbulenzen, die Spieler-Trainer Helmut Schön zur vorzeitigen Aufgabe veranlassten und die Hertha zu keiner ernsthaften Konkurrenz für den Meister Tennis Borussia Berlin werden ließen. Die „Veilchen“ errangen mit fünf Punkten Vorsprung vor dem Vizemeister SC Union 06 Berlin und gar zwölf Punkten vor Hertha als Tabellendritter überlegen die Stadtmeisterschaft 1950/51. Die Leistungen von Hans Kreische überzeugten dabei aber dennoch den Trainer der Berliner Stadtauswahl, Johannes „Hanne“ Sobeck, so dass er den Ex-Dresdner zum ersten internationalen Nachkriegsstädtespiel am 11. Februar 1951 gegen Zürich in die Berliner Auswahl berief. Vor 80.000 Zuschauern trennten sich die Mannschaften mit 2:2 unentschieden und Kreische stand als rechter Läufer neben sieben Spielern – Steinbeck, Junik, Podratz, Wittig, Berndt, Schmutzler, Wilde – von Tennis Borussia Berlin, drei Akteuren von Union 06 – Stelter, Wax, Salisch – und Jonas von Viktoria 1889 auf dem Platz.
Mit dem ehemaligen Vorsitzenden der SG Friedrichstadt, Curt Schultze, siedelten einige Spieler aus Dresden im Juli 1951 nach Heidelberg in der Hoffnung, in die damalige 2. Liga Süd aufgenommen zu werden. Dieser Wunsch ging nicht in Erfüllung. Im ersten Jahr in Heidelberg agierte die Mannschaft als selbstständige Abteilung innerhalb der TSG 78 Heidelberg in der A-Klasse Heidelberg als Zuschauermagnet, fand aber nicht die notwendige Unterstützung, um rasch aus den Kreisniederungen nach oben durchstarten zu können. So wurde am 30. April 1952 der DSC Heidelberg als Traditionsverein des Dresdner SC unter Vorsitz von Curt Schultze gegründet und die Mannschaft wurde zur Runde 1952/53 in die 1. Amateurliga Nordbaden eingegliedert. Hinter Meister FV Daxlanden und Vizemeister FV Hockenheim 08 belegten Hans Kreische und seine Spielkameraden 1953 den dritten Rang. Trotz Angeboten von Kickers Offenbach, Bayern Hof und dem FC Metz ging der 31-Jährige Anfang 1954 auf Wunsch seiner Ehefrau nach Dresden zurück. Wegen der Bereitstellung des Arbeitsplatzes und einer Wohnung schloss er sich der VP Dresden an. In der Runde 1954/55 absolvierte er 16 Spiele in der DDR-Oberliga. Er ging auf Wunsch von Trainer Helmut Petzold nach der Verlegung nach Berlin, wo die Dresdner ab dem 21. November 1954 als SC Dynamo Berlin antraten, zunächst mit in die Hauptstadt und pendelte ständig zwischen Dresden und Berlin hin und her. Zusammen mit Günter Schröter, Johannes Matzen und Herbert Schoen kam Kreische mit dem Dynamo-Team auf den siebten Rang. Er kehrte zu Dynamo Dresden zurück und konnte 1957 die Meisterschaft in der Bezirksliga Dresden und den Aufstieg in die II. DDR-Liga feiern, wo er dann auch 1958 beim sofortigen Meisterschaftserfolg und Aufstieg in die I. DDR-Liga mit zwölf Toren gehörigen Anteil hatte. Mit 38 Jahren wurde Hans Kreische 1961 nach der Runde 1960/61 als Spieler von Dynamo Dresden verabschiedet.

### Ligaspiele, Tore, Erfolge
- 42 DS/DDR-Oberligaspiele – sechs Tore
- 44 DDR-Ligaspiele – sechs Tore
- 19 Stadtligaspiele Berlin – sieben Tore
- Vier Spiele Landesauswahl Sachsen
- DDR-Vizemeister 1950
- Bezirksmeister Dresden 1957 und Wiederaufstieg in die II. Liga
- Aufstieg in die DDR-Liga zum Spieljahr 1959

### Weitere Entwicklung
Nach Ende seiner Laufbahn als Spieler konnte Kreische sich noch intensiver der fußballerischen Schulung seines talentierten Sohnes Hans-Jürgen (* 19. Juli 1947) widmen, der später von 1968 bis 1975 für die DDR-Nationalmannschaft 50 Länderspiele mit 25 Toren bestritt.
Beruflich war Hans Kreische in Dresden im Stückgutverkehr bei der Reichsbahn angestellt. Er verstarb Anfang 2003 an den Folgen einer Krebserkrankung.